# مستقبل الثقافة في مصر (كتاب)
«مستقبل الثقافة في مصر» كتاب لعميد الأدب العربي طه حسين نشر في القاهرة سنة 1938، وبرغم من أنه من أصغر كتبه لكنه يعد من أهم الكتب لدرجة أنه لا زال يناقش وتقام ندوات عنه حتى الآن. طه حسين كتب «مستقبل الثقافة في مصر» بعد معاهدة 1936 بين مصر وبريطانيا، وكتب فيه أفكاره بخصوص ما يجب بعدما نالت مصر الاستقلال.

## نصوص من الكتاب
- «مصر ثقافيا وحضاريا، هي دولة غربية بكل ما تعنيه هذه الكلمة من دلالة. فالعالم ينقسم إلى حضارتين لا ثالث لهما. الأولى، تأخذ جذورها من الحضارة المصرية القديمة وفلسفة اليونان والقانون الروماني، والثانية، تأتى من الهند.»

- «واذن فالعقل المصري القديم ليس عقلا شرقيا إذا فهم من الشرق الصين واليابان والهند وما يتصل بها من الاقطار»
- «مصر تنتمى إلى الحضارة الأولى، فلماذا إذن ينظر المصريون إلى أنفسهم على أنهم من أهل الشرق؟ يأتى هذا بسبب اللغة والدين. والمشاركة في هموم الاحتلال والتخلف. وما دمنا متخلفين مثل دول الشرق، ونتحدث بلغتهم، فنحن مع حضارة الشرق. ولكن تاريخ مصر يقول عكس ذلك».
- «مصر كانت عبر التاريخ على اتصال بدول البحر المتوسط وبحر إيجة، وكانت هي نفسها مهد حضارة غمرت الآفاق آلاف من السنين. هذه الحضارة هي جذور وأصل الحضارة الغربية الحديثة. وخلال التاريخ، كان تأثير حضارة مصر على اليونان، وتأثير حضارة اليونان على مصر واضحا ومستمرا. وحتى عندما كانت مصر جزءا من الدولة الإسلامية»

طه حسين مؤلف كتاب مستقبل الثقافة في مصر.

## اقتباس من الكتاب عن العامية
- "إني من أشد الناس إزورارا عن الذين يفكرون "في اللغة العامية على أنها تصلح أداة للفهم والتفاهم، ووسيلة إلى تحقيق الأغراض المختلفة لحياتنا العقلية. قاومت ذلك منذ الصبا ما وسعتني المقاومة، ولعلي أن أكون قد وفقت في هذه المقاومة إلى حد بعيد، وسأقاوم ذلك فيما بقي لي من الحياة ما وسعتني المقاومة، لأني لا أستطيع أن أتصور التفريط -ولو كان يسيرا- في هذا التراث العظيم الذي حفظته لنا اللغة العربية الفصحى، ولأني لم أومن قط ولن أستطيع أن أومن بأن للغة العامية من الخصائص والمميزات ما يجعلها خليقة بأن تسمى لغة، وإنما رأيتها وسأراها دائما لهجة من اللهجات قد أدركها الفساد في كثير من أوضاعها وأشكالها، وهي خليقة أن تفنى في اللغة العربية إذا نحن منحناها ما يجب لها من العناية فارتفعنا بالشعب من طريق التعليم والتثقيف، وهبطنا بها هي من طريق التيسير والإصلاح الي حيث يلتقيان من غير مشقة ولا جهد ولا فساد".

## وصلات خارجية
- مستقبل الثقافة في مصر على موقع مؤسسة هنداوي